# One Forty West
Das One Forty West (140 West) ist ein Hochhaus auf dem Gelände des ehemaligen AfE-Turms auf dem Grundstück Senckenberganlage 15 im Stadtteil Westend in Frankfurt am Main. Der 145 Meter hohe Turm bietet ab dem 24. Stockwerk 187 Miet- und Eigentumswohnungen sowie darunter ein Hotel in unmittelbarer Nähe der Frankfurter Messe. Das im Hochhaus gelegene 4-Sterne-Hotel mit 430 Zimmern eröffnete im Juni 2021.
Das Hochhausprojekt wird als Hybridturm bezeichnet, da es neben der Hotelnutzung auch Wohnungen vorsieht. Wegen der zu erwartenden hohen Mietpreise wird es von Kritikern als eine weitere „luxuriöse Wohninsel“ betrachtet.

## Planungsgeschichte
Auf dem Grundstück befand sich von 1970 bis zur Sprengung am 2. Februar 2014 der 116 Meter hohe AfE-Turm der Johann-Wolfgang-Goethe-Universität. Dieser gehörte zum Campus Bockenheim der Goethe-Universität und beherbergte bis März 2013 die Büros und Seminarräume der Fachbereiche Gesellschaftswissenschaften, Erziehungswissenschaften und Psychologie. Am 23. August 2011 hatte das Land Hessen das Gelände des Campus Bockenheim an die stadteigene ABG Frankfurt Holding verkauft, da die Goethe-Universität beschlossen hatte, den Standort in Bockenheim zu schließen und die Fachbereiche zum Campus Westend und zum Campus Riedberg umzusiedeln.

### Neuentwicklung ab 2016
Auf dem Gelände des ehemaligen AfE-Turms ist nach dem Hochhausrahmenplan der Bau von zwei Hochhäusern mit ursprünglich 140 und 100 Metern Höhe zulässig. Im September 2015 erwarb Commerz Real das Teilgrundstück für das spätere One Forty West in einem Joint Venture mit dem Projektentwickler Groß & Partner. Commerz Real wurde dabei für seinen offenen Immobilienfonds hausInvest tätig. DJH Architekten erstellte zunächst städtebauliche Studien und plante später das Hochhaus. Groß & Partner übernahm die Planung und Steuerung der weiteren Entwicklung. Nach Fertigstellung veräußerte der Projektentwickler seine Anteile an der Projektgesellschaft des One Forty West.
Für die ersten 16 Geschosse wurde ein langfristiger Mietvertrag über 25 Jahre mit Meliá Hotels International geschlossen, die hier inzwischen ein Vier-Sterne-Hotel eröffnet haben. Im Januar 2016 wurde ein Architekturwettbewerb abgeschlossen, aus dem allerdings kein eindeutiger Sieger hervorging, da nur drei gleichberechtigte zweite Preise vergeben wurden. Die drei Architekturbüros erhielten daraufhin den Auftrag, ihre Entwürfe zu überarbeiten. Im März 2016 wurde der überarbeitete Entwurf von Cyrus Moser Architekten als Sieger gekürt. Der Baubeginn des Hotel- und Wohnhochhauses war Ende 2016.
In den oberen Etagen (24. bis 40.) des Hybridhochhauses entstehen 94 Eigentums- und 93 Mietwohnungen. Die Eigentumswohnungen – für die die oberen Geschosse von der 32. bis 40. Etage reserviert sind – werden in drei Wohnungstypen und verschiedenen Größen von 50 bis 137 Quadratmetern zu Preisen ab 735.000 Euro angeboten. Die Quadratmeterpreise beginnen (Stand Frühjahr 2020) bei 13.000 Euro, für die Mietwohnungen werden Preise von 35 Euro pro Quadratmeter aufgerufen. Dabei verfügen alle Wohnungen über Balkone, jeweils mit Blick auf die Frankfurter Skyline oder den Taunus. In der Lobby soll ein 24-Stunden-Concierge Dienst haben – und im Untergeschoss ein gekühlter Weinkeller eingebaut sein.

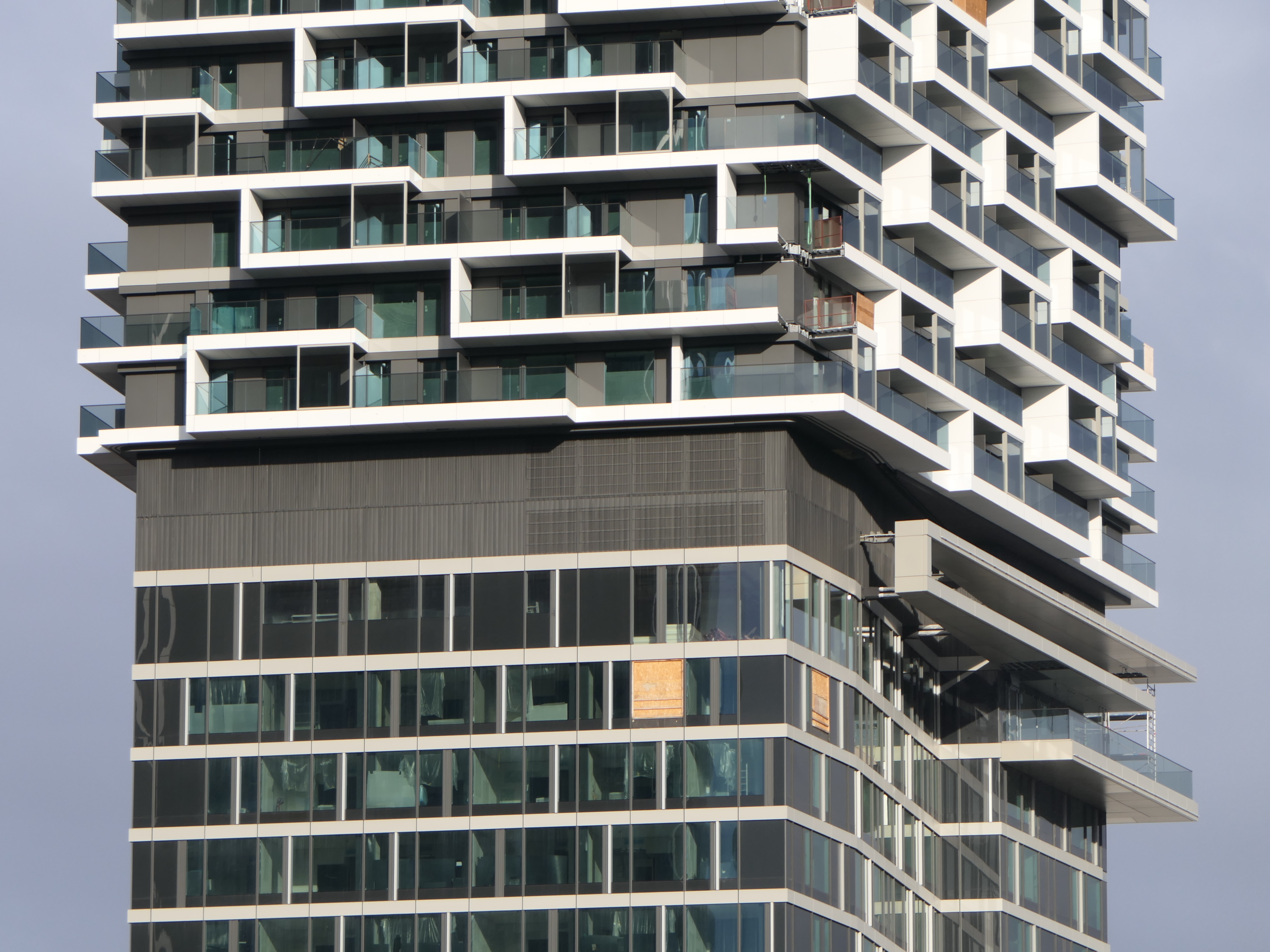
Detailansicht der verschiedenen Fassadenelemente

Das Grundstück für das benachbarte zweite Hochhaus (zunächst Bürogebäude Nord genannt) befand sich 2016 noch im Eigentum der ABG Frankfurt Holding. Dort entstand der nach zweieinhalbjähriger Bauzeit Anfang 2022 fertiggestellte Senckenberg-Turm, der eine Höhe von 106 Metern erreicht.